# Rossana Zauri
Rossana Zauri est une joueuse italienne de volley-ball née le 9 octobre 1991 à Lanzo Torinese. Elle mesure 1,72 m et joue au poste de libero. 

## Clubs
| Club           | Pays   | De        | À         |
| -------------- | ------ | --------- | --------- |
| Lanzo Torinese | Italie | 2008-2009 | 2008-2009 |
| Chieri '76     | Italie | 2009-2010 | 2009-2010 |
| Chieri Volley  | Italie | 2010-2011 | …         |